# Niletto
Niletto, pseudonimo di Danil Sergeevič Prytkov (in russo Данил Сергеевич Прытков?; Tjumen', 1º ottobre 1991), è un cantante e rapper russo.

## Biografia
Nato a Tjumen', Prytkov ha trascorso parte della sua vita a Ekaterinburg, dove ha vissuto e studiato dall'età di 7 anni. Nel 2018 ha preso parte a Novaja zvezda, non riuscendo però ad arrivare in finale. Ha poi partecipato al programma televisivo Pesni, dove è entrato a far parte della squadra di Timati.
La svolta commerciale dell'artista è avvenuta grazie a Ljubimka, che raggiunto la 4ª posizione della classifica russa e la top fifty di quella lettone e ucraina, risultando il 26º brano più riprodotto sulle stazioni radio russe a fine anno. Nel 2020 ha inciso come artista ospite Fly 2 della cantante russa Zivert, che ha visto un moderato successo nelle classifiche di Russia e Ucraina stilate dalla Tophit, e sempre nel medesimo anno ha trionfato come miglior artista di MTV Russia nell'ambito degli MTV Europe Music Awards.

## Discografia

### Album in studio
- 2018 – Chentaj
- 2019 – Golos černovikov
- 2021 – Jubilejnyj 30
- 2022 – Kriolit

### EP
- 2020 – Prostym

### Singoli
- 2018 – Ostat'sja (con Slimus e DeadSilence)
- 2018 – Evtanazija duši
- 2018 – Serdce tancuet
- 2018 – Deti elity (con Slimus)
- 2018 – And There We Go
- 2018 – Ljalja
- 2019 – Kurtka na dvoich
- 2019 – Guči (con Zelimchan)
- 2019 – Ljubimka
- 2019 – Aj (con Bittuev)
- 2019 – Vereteno (con Lira, V1ncent e Laz)
- 2019 – Grustnyj smajl
- 2019 – Signal'nye ogni (con Aali)
- 2019 – Dovela (con Bittuev)
- 2019 – Povezët
- 2020 – Ty takaja krasivaja
- 2020 – Platit' za drušbu ne nušno
- 2020 – Fly 2 (con Zivert)
- 2020 – Kraš (con Klava Koka)
- 2020 – Molodym
- 2020 – Esli tebe budet grustno (con Rauf & Faik)
- 2020 – V mire ljudej
- 2020 – Daj mne
- 2020 – Nevyzozimaja
- 2021 – Vremja otpusti menja (con Niti Dila e Zippo)
- 2021 – Ne ljublju? (con Anet Saj)
- 2021 – Someone like You
- 2021 – Podojdi
- 2021 – Byt' soboj (con Bittuev)
- 2022 – Angels
- 2022 – M5
- 2022 – Skol'ko stoit ljubov' (con Morgenštern, The Limba e BoombL4)
- 2022 – Durnaja privyčka (con Idris & Leos)
- 2022 – Letual'
- 2022 – Karamel'
- 2023 – Kipiš (con Toxis)
- 2023 – Ne vsopominaj (con Oleg Majami e Leša Svik)
- 2023 – Taj (con Souloud)
- 2023 – Letnij dožd'
- 2023 – Zerkala (con Leša Svik)
- 2023 – Snova cholodaet
- 2024 – Gromče goroda (con Oleg Miami e Leša Svik)
- 2024 – Edu ja na rodinu (con Ėduard Skrjabin)
- 2024 – Sansara (con Kravc e Krasnoe Derevo)
- 2024 – Sčastlivym
- 2024 – Chudi (con GeeGun e Artik & Asti)
- 2024 – Bud', požalujsta, poslabee
- 2024 – Goluboi Wagon (con Liaze, Jaschka ed Equal)
- 2024 – Formula vody
- 2025 – Vernemsja
- 2025 – Dobraja Lunnaja